# Myzomela nigrita
Papa-mel-preto ou suga-mel-preto-papua (Myzomela nigrita) é uma espécie de ave da família Meliphagidae.
Pode ser encontrada nos seguintes países: Indonésia e Papua-Nova Guiné.
Os seus habitats naturais são: florestas subtropicais ou tropicais húmidas de baixa altitude.